# A kaktusz virága (musical)
A kaktusz virága (Fleur de cactus) egy vígjátékmusical. Szerzői Pierre Barillet és Jean-Pierre Grédy. Fordította Szántó Judit.

## Tartalom
Julien nőtlen, szoknyapecér fogorvos. Stéphanie mogorva, maximalista asszisztensnő. Igor fiatal, helyét kereső reklámmodell. Antonia céltudatos, magabiztos lány. Egy kezdeti füllentés e négy szereplőt képtelenebbnél képtelenebb helyzetekbe sodorja.
A kaktusz virága ízig-vérig francia vígjáték. Antóniának, a temperamentumos lánynak egy ugyancsak temperamentumos fogorvos, Julien a barátja. Julien szentül hiszi, hogy nem csak a fogorvoskodáshoz ért egyedül, hanem a nőkhöz is, akiknek szerinte a legfőbb életcéljuk, hogy pont őhozzá menjenek feleségül. Ezért egy zseniális trükkel biztosítja be magát. Azt hazudja Antóniának, hogy nős és 3 gyerek apja. Antónia azonban nem éri be a szavakkal, látni is akarja a feleségét. Julien kénytelen felkérni erre a szerepre az asszisztensnőjét, Stephanie-t.

## Magyarországi bemutatók

### József Attila Színház
A darabot magyarországon először a József Attila Színházban mutatták be 1966. május 21-én, Kazán István rendezésében, Sz. Szántó Judit fordításában.
Színészek:
- Stephanie Vinyo, az asszisztensnő - Voith Ági
- Julien, a fogorvos - Bodrogi Gyula
- Antonia, a barátnője - Almási Éva
- Norbert, a barátja - Horváth Gyula
- Madame Chouchou, a betege - Németh Margit
- Cochet úr, a betege - Sugár László
- Igor, Antonia szomszédja - Láng József
- Botticelli "Tavasza" - Vámos Ilona
- Zenei vezető: Bolba Tamás
- Jelmeztervező: Schäffer Judit
- Díszlettervező: Wegenast Róbert

### Játékszín
A Játékszínben 2003. október 3-án mutatták be a darabot, Bujtor István rendezte.
Színészek:
- Stephanie Vinyo, az asszisztensnő - Szulák Andrea
- Julien, a fogorvos - Reviczky Gábor
- Antonia, a barátnője - Balsai Móni
- Norbert, a barátja - Lippai László
- Madame Chouchou, a betege - Lehoczky Zsuzsa
- Cochet úr, a betege - Uri István
- Igor, Antonia szomszédja - Karácsonyi Zoltán, Crespo Rodrigo
- Botticelli "Tavasza" - Nyilas Edina
- Zeneszerző: Nádas Gábor
- Koreográfus: Sebestyén Csaba
- Zenei vezető: Bolba Tamás
- Jelmeztervező: Gyarmathy Ágnes
- Díszlettervező: Menczel Róbert
- Rendező munkatársa: Bujtor Anna, Zakar Ági
- Dalszöveg szerző: Szenes Iván

### Soproni Petőfi Színház
A Soproni Petőfi Színházban 2003. október 11-én mutatták be a darabot, Ács János rendezte.
Színészek:
- Julien, fogorvos - Incze József
- Stephanie, az asszisztensnője - Kerekes Éva
- Antonia, a barátnője - Keresztes Ildikó
- Norbert, a barátja - Bregyán Péter
- Durandné, a betege - Herbst Szilvia
- Cochet úr, a betege - Zsolnay András
- Botticelli "Tavasza" - Tóth Viktória
- Koreográfus: Incze József
- Zene: Nádas Gábor
- Jelmez: Gyarmathy Ágnes
- Díszlet: Menczel Róbert
- Rendező munkatársa: Simon Andrea

### Szegedi Nemzeti Színház
A Szegedi Nemzeti Színházban 2007. február 9-én mutatták be a darabot, Bal József rendezte.
Színészek:
- Julien, fogorvos - Kovács István
- Stephanie, az asszisztensnője - Szilágyi Annamária
- Antonia, a barátnője - Papp Gabriella
- Norbert, a barátja - Janik László
- Durandné, a betege - Varga T. Zsuzsa
- Cochet úr, a betege - Rácz Tibor
- Igor, Antonia szomszédja - Savanyu Gergő
- Németh - Vajda Júlia
- Botticelli "Tavasza" - Csorba Kata
- További szereplő: Berkes Nikolett, Béres Emese, Császár Rita, Gergely Rozália, Goda Szilvia, Gyurján Ágnes, Kéri László, Kotogány Ágnes, Kókai Árpád, Kun Áron, Márkus Melinda, Stefanik Sándor, Tóth Mária
- Díszlettervező: Molnár Zsuzsa
- Jelmeztervező: Molnár Zsuzsa
- Zene: Nádas Gábor
- Zenei vezető: Koczka Ferenc
- Zenei munkatárs: Kovács Gábor
- Versek: Szenes Iván
- Koreográfus: Varga József
- Súgó: Vojta Margit
- Ügyelő: Stefanik Sándor
- Rendezőasszisztens: Gáspár Erzsébet

## A műben megszólaló zeneszámok

### 1. felvonás
1. Mit mondjak még?!
2. Én kitaláltam magamnak egy családot
3. Miért mondjak mást (2. változat)
4. Tudtam, hogy megint nem lesz...
5. Csak semmi linkség
6. Kell ez a szerelem
7. A sampereti kapunál
8. 5 éve gondom minden...
9. Válunk
10. Stephanie, Stephanie (Kérd azt, hogy...)

### 2. felvonás
1. Bonsoire, szép hölgyek, jó urak
2. Let kiss
3. Stephanie, Stephanie (2. változat)
4. Búcsúzás a nerctől
5. Ma kedvem volna valakihez
6. De jó az ilyen szerelem
7. Jamaikai trombitás
8. Csak a fog tud úgy fájni, mint a szív
9. Stephanie, Stephanie (3. változat)